# Novi fosili
Novi fosili — хорватская поп-рок-группа, основанная в 1969 году. Первый успех был достигнут в 1976 году, когда к команде присоединился композитор Райко Дуймич. В том же году группа выступила на фестивале в Сплите, после чего их песня «Diridonda» стала национальным хитом. Следующие альбомы выпускались тиражом в миллионы копий, и песни группы завоевали себе почётное место в репертуаре радиостанций Хорватии.
В 1987 году группа представляла Югославию на конкурсе «Евровидение» с песней «Ja sam za ples», которая заняла четвёртое место, заработав 92 очка.

## Дискография
1. Novi fosili — 1974
2. Da te ne volim — 1978
3. Nedovršene priče — 1980
4. Budi uvijek blizu — 1981
5. Hitovi sa singl ploča — 1981
6. Za djecu i odrasle — 1982
7. Poslije svega — 1983
8. Volim te od 9 do 2 i drugi veliki hitovi — 1983
9. Tvoje i moje godine — 1985
10. Za dobra stara vremena — 1986
11. Dijete sreće — 1987
12. Poziv na ples — 1987
13. Nebeske kočije — 1988
14. Obriši suze, generacijo — 1989
15. Djeca ljubavi — 1990
16. Bijele suze padaju na grad — 1997
17. Ljubav koja nema kraj — 1998
18. Jesen — 1999
19. Za dobra stara vremena (kompilacija) (together with Srebrna krila) — 2001
20. Za dobra stara vremena (kompilacija) — 2005